# Babetida Sadjo
Babetida Sadjo, nacida el 19 de septiembre de 1983 en Bafatá, Guinea-Bissau, es una actriz belga.

## Trayectoria
Babetida creció en Guinea-Bissau hasta los 12 años, antes de mudarse a Hanói en Vietnam, donde  asistió al Lycée français Alexandre Yersin durante 4 años. Fue allí donde aprendió francés y descubrió el teatro.
Su familia se trasladó a Herstal en Bélgica donde  completó sus estudios secundarios. Continuó su formación teatral en el Antoine Vitez Centro. 
Finalmente, se mudó a Bruselas para ingresar en el Real Conservatorio de Bruselas y obtuvo su diploma de Arte Dramático en 2007.
Fue con Waste Land, en su papel de Aysha junto a Jérémie Renier, donde ganó el reconocimiento nacional y el premio a la Mejor Actriz de Reparto en el Ostend Film Festival en 2015.
Su siguiente aportación fue en The Paradise Suite de Joost van Ginkel, pero fue su papel como Adja, una joven inmigrante ilegal que llegó a Islandia, en And Breathe Normally de Ísold Uggadóttir donde  comenzó su carrera internacional.
También fue miembro del jurado del Liège International Police Film Festival en 2018.
Su papel más reciente está en el programa de televisión de Netflix de 2020 Into the Night.

## Filmografía
- 2009: Protect and Serve by Éric Lavaine: The hospital hostess
- 2012: Ombline de Stéphane Cazes: Supervisor Elsa
- 2013: 9 Month Stretch de Albert Dupontel: The victim of the sink
- 2014: Waste Land de Pieter Van Hees: Aysha Tshimanga
- 2015: The Paradise Suite de Joost van Ginkel: Angele
- 2017: And Breathe Normally (Y respiren normalmente) de Ísold Uggadóttir: Adja[10]
- 2021: Mon père, le diable, de Ellie Foumbi: Marie Cissé
- 2022: Dalva, de Emmanuelle Nicot: La doctora[11]

Televisión
- 2020 : Moloch (serie) de Arnaud Malherbe: Gloria[12]
- 2020 : Into the Night (serie Netflix) de Inti Calfat y Dirk Verheye – Laura Djalo
- 2022 : Attraction, mini-série de Indra Siera

## Premios

### Ganados
- 2015: Ensors 2015 - Best Supporting Actress for Waste Land

### Nominada
- 2016: Magritte 2016 - Best Supporting Actress for Waste Land